# Interprétations politiques de Harry Potter
 (décembre 2011).
Le contenu est difficilement compréhensible vu les erreurs de traduction, qui sont peut-être dues à l'utilisation d'un logiciel de traduction automatique.
Depuis sa sortie en 1997, la saga Harry Potter a donné lieu à de nombreuses interprétations politiques, parfois contradictoires. Le catalogue de la Bibliothèque du Congrès des États-Unis dénombre une importante collection d'ouvrages concernant la critique et l'interprétation de la saga, et l'Insight Higher Ed, mentionne de nombreux mémoires de maîtrise et thèses de doctorat consacrés à Harry Potter. Plusieurs cours universitaires sont également axés sur l'analyse de cette œuvre, y compris dans le domaine de la science politique.
Dans son numéro sur la personnalité de l'année 2007, où Rowling s'est classée troisième après les politiques Vladimir Poutine et Al Gore, le Time Magazine met en lumière les aspects sociaux et politiques de Harry Potter. L'impact social et politique de la célèbre série de livres est comparé à celui de La case de l'oncle Tom de Harriet Beecher Stowe, roman du XIXe siècle accueilli de manière positive par le public, mais montré du doigt par les critiques qui l'accusaient d'alimenter le mouvement abolitionniste qui a, à l'époque abouti à la guerre civile américaine.
À la suite de cette polémique quant au message politique généré ou non par Harry Potter, J. K. Rowling a décidé de réagir en expliquant : « Je voulais que Harry quitte le monde des Moldus et retrouve exactement les mêmes problèmes dans l'univers des sorciers. On y retrouve donc cette volonté d'imposer une hiérarchie, accentuée par les notions de fanatisme et de pureté de la race, qui sont de graves erreurs mais qui se manifestent dans le monde entier. Les gens aiment se croire supérieurs et s'enorgueillissent d'une pureté apparente, à défaut d'autre chose. Donc oui il y a bien un parallèle [avec le nazisme], mais pas avec lui seul. Je pense qu'on peut voir dans le ministère de la Magie, même avant la prise de possession de ce dernier, un lien avec un ou des régime(s) que nous connaissons et aimons tous. » Elle a ajouté qu'il fallait parfois savoir remettre en question l'autorité et ne pas présumer que le pouvoir établi et la presse disent toute la vérité.
Le Wall Street Journal a comparé Neville Chamberlain au Cornelius Fudge de Rowling, en déclarant que tous deux poussaient leur peuple à détourner le regard afin d'éviter la guerre. « Tout au long des années 1930, croyant que Churchill aspirait à le remplacer dans ses fonctions, Chamberlain a mené une campagne contre son compatriote conservateur. Il a ainsi nié l'existence de la menace allemande et traité Churchill de "va-t-en-guerre". Il s'est servi du Times, journal du gouvernement, pour attaquer Churchill et supprimer les dépêches de l'étranger relatives aux nazis qui lui auraient donné raison. » Rowling a confirmé au magazine espagnol XLSemanal que Chamberlain l'avait inspirée. Elle a aussi dit au journal néerlandais de Volkskrant que Voldemort était une « sorte d'Hitler » et que sa décision d'établir un parallèle avec le nazisme avait été immédiate.

## Éducation ou endoctrinement?
Selon Entertainment Weekly, la vision que s'est créée la génération postérieure aux attentats du 11 septembre 2001 « à propos de la guerre, du leadership, des dangers de la fusion des pouvoirs et de la dictature, de l'importance de la contestation, de l'héroïsme et du sacrifice, a été façonnée au moins partiellement par Rowling ».
Le commentateur Bill O'Reilly a participé à la rixe politique déclenchée par la révélation de l'homosexualité d'Albus Dumbledore, personnage de Harry Potter, en demandant si cela faisait partie d'un « programme gay » pour endoctriner les enfants. Il a qualifié J.K. Rowling de provocatrice pour avoir parlé de la sexualité de Dumbledore à ses fans après avoir écrit la saga. Son invitée, la rédactrice en chef Tina Jordan d'Entertainment Weekly, a qualifié d'« argument léger » les accusations d'endoctrinement et ajouté que ce terme était très fort puisqu'« on côtoie tous des gays, qu'on le sache ou non ». O’Reilly a récidivé le lendemain en ajoutant que le vrai problème était que Rowling enseignait la « tolérance » et la « parité entre homosexuels et hétérosexuels ». Son invité, Dennis Miller, a répondu qu'être tolérant était une bonne chose et qu'il ne pensait pas qu'on puisse inciter un enfant à être gay,,.
Zenit, agence de presse vouée à mettre en valeur le message de l'Église catholique, a accusé Rowling de trahir ses lecteurs en révélant la sexualité de Dumbledore et ajouté que Rowling était la femme la plus riche de Grande-Bretagne grâce à l'absence d'enseignement moral, social ou politique dans ses livres. Le chef de Human Life International, organisation contre l'avortement établie aux États-Unis et composée d'activistes catholiques romains, a déclaré voir ces livres et « leur descendance littéraire » d'un mauvais œil, affirmant que Harry Potter endoctrinait les jeunes par le biais d'un langage et de techniques occultes. Il a également ajouté que le portrait de Dumbledore fait par J. K. Rowling amenait ces mêmes jeunes à tolérer les gays par un processus de socialisation, voire d'endoctrinement. Dans son article « No Politics in Harry Potter », le Berkeley Beacon a répondu aux accusations prétendant que l'auteur faisait la promotion de l'homosexualité dans sa saga littéraire en écrivant que ce que certains parents perçoivent comme de l'endoctrinement n'était considéré par d'autres que comme de l'éducation. Face à cette controverse, J. K. Rowling a déclaré à la BBC que les « chrétiens intégristes n'avaient jamais été (son) public de base » et a jugé ridicule de se demander si une personne homosexuelle pouvait être un modèle moral au XXIe siècle.
Concernant les valeurs et la moralité des personnages de Drago et de Dudley, l'écrivain a expliqué que leurs parents leur avaient inculqué leurs opinions. « À partir du moment où Drago a obtenu ce qu'il voulait, à savoir devenir un Mangemort, et a été chargé d'une mission par Lord Voldemort dans Harry Potter et le Prince de Sang-Mêlé, la réalité a commencé à le rattraper », a-t-elle dit, parce que son rêve était « tellement différent ». Elle a ajouté qu'il souffrait d'une réelle lâcheté morale, mais qu'il n'était pas foncièrement mauvais.

## Racisme, nettoyage ethnique et nazisme

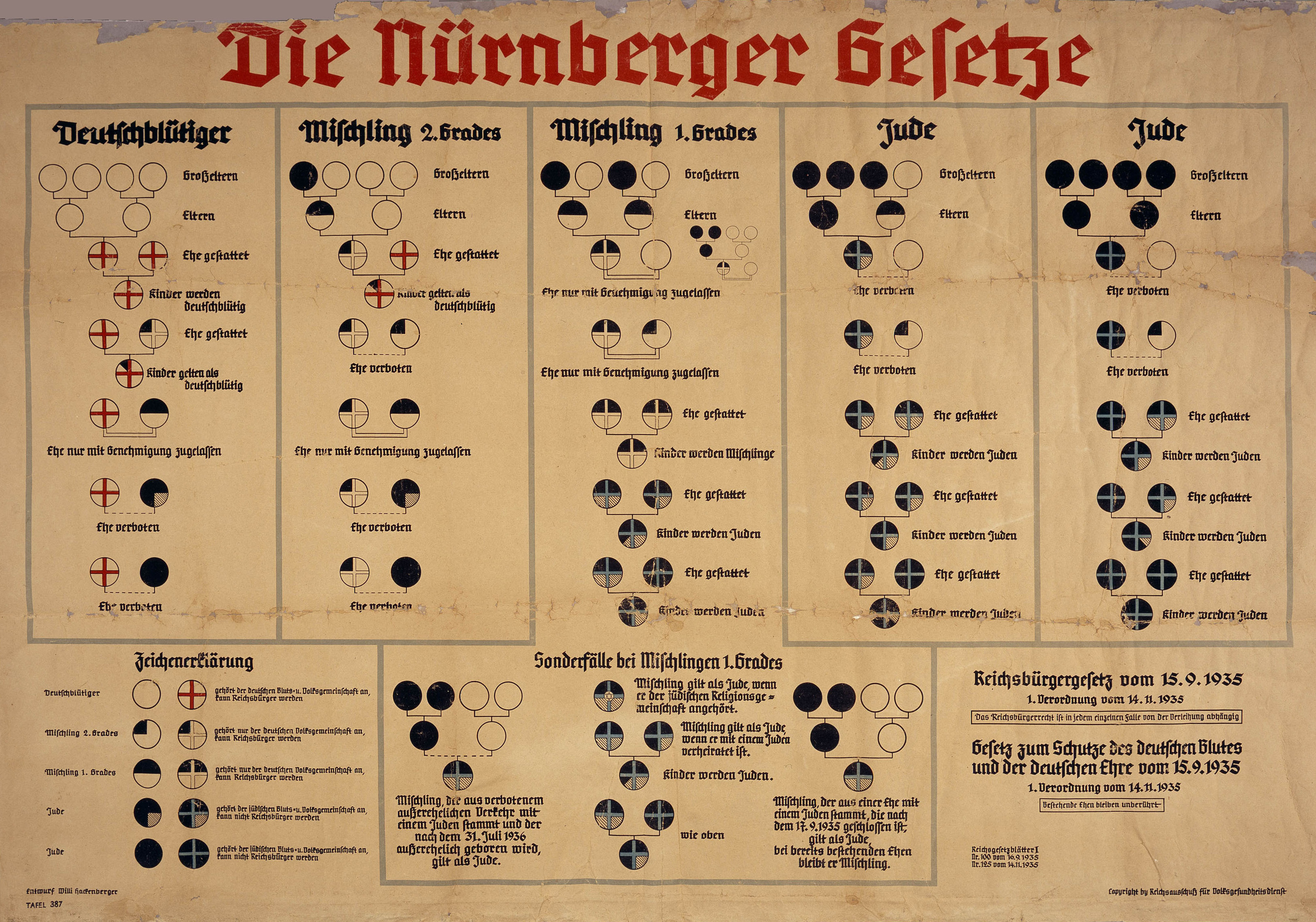
Cette grille, qui servait à distinguer les Juifs, les Allemands, les métis au premier degré et les métis au second degré dans l'Allemagne nazie, rappelle la distinction entre « sang-pur », « sang-mêlé » et « né-Moldu » ou « sang-de-bourbe » présente dans Harry Potter.

Les analystes relèvent la critique du racisme dans les textes de J.K. Rowling,,. Le journal communiste américain People's Weekly World a tracé un parallèle entre l'histoire des célèbres sœurs Mitford de Grande-Bretagne et les membres de la famille Black. L'auteure Jessica Mitford, que Rowling considère comme son héroïne et l'écrivaine qui l'a le plus influencée, a combattu le nazisme et le fascisme, alors que ses sœurs Unity et Diana furent toutes deux des fascistes alliées d'Hitler. Parallèlement, les sœurs Narcissa Black Malefoy et Bellatrix Black Lestrange sont confrontées à la même situation, ayant choisi le camp de Voldemort et des Mangemorts alors qu'Andromeda Tonks est alliée à l'Ordre du Phénix. J. K. Rowling a répondu à une question sur le racisme et l'influence que ses livres ont pu avoir à cet égard en observant : « Je ne me crois pas pessimiste, mais pense être réaliste quant à la possibilité de changer un préjugé bien enraciné : j'ai donc l'impression que Harry Potter n'aura peut-être aucun effet sur les racistes convaincus.
De plus, lorsqu'on lui a demandé ce qui allait advenir d'Hermione après la parution de Harry Potter et les Reliques de la Mort, l'auteure a répondu : « Après Poudlard, Hermione a commencé sa carrière au Département de contrôle et de régulation des créatures magiques, où elle a contribué à améliorer considérablement la vie des elfes de maison et de leurs semblables. Elle est passée ensuite au Département de la justice magique, où elle a aidé, par ses idées progressistes, à faire abolir les lois oppressives favorables aux sangs-purs. »
Après la publication de Harry Potter et les Reliques de la Mort, un jeune a demandé à J. K. Rowling dans quelle mesure la série était une métaphore politique, le meurtre de nés-Moldus par Voldemort ressemblant beaucoup à un nettoyage ethnique. Elle a répondu : « Eh bien, c'est une métaphore politique, mais à aucun moment je ne me suis dit que je voulais recréer l'Allemagne nazie dans le monde des sorciers. En fait, même si j'ai volontairement évoqué l'Allemagne nazie, il y existe aussi d'autres associations aux situations politiques différentes. Je ne peux donc pas en isoler une seule en particulier ». Rowling a aussi comparé son personnage Voldemort à plusieurs mégalomanes paranoïaques comme Adolf Hitler ou Joseph Staline.
Par l'intermédiaire de son site web, l'auteure anglaise a déclaré que les expressions « sang-pur », « sang-mêlé » et « né-Moldu » figurant dans les Harry Potter se comparaient à « certains des graphiques réels dont les nazis se servaient pour montrer ce qui constituait du sang « aryen » ou « juif ». J'en ai vu un au Musée de l'holocauste à Washington après avoir conçu les définitions de « sang-pur », de « sang-mêlé » et de « né-Moldu » et ai été frappée de voir que les nazis appliquaient exactement la même logique tordue que les Mangemorts. Selon leur propagande, il suffisait qu'un grand-parent soit juif pour « contaminer » le sang ».
Christopher Hitchens a également signalé dans le New York Times que l'éclair que Harry portait au front, cicatrice laissée par le mauvais sort jeté par Voldermort et qui était désormais considéré comme un emblème de la série, était aussi le symbole de la British Union of Fascists (Union britannique des fascistes) de sir Oswald Mosley, un important groupe de sympathisants nazis des années 1930 et 1940. L'auteure de Harry Potter mentionne dans un article que Mosley a été marié à Diana Mitford, sœur de son modèle, Jessica Mitford. Cette dernière, dont Rowling a donné le nom à sa fille, n'a jamais pardonné à Diana sa sympathie pour les nazis. Oswald et Diana se sont mariés en 1936 dans la maison berlinoise du chef nazi Joseph Goebbels avec Adolf Hitler comme invité. J. K. Rowling a aussi signalé que l'autre sœur de Mitford, Unity, dont Jessica avait été très proche dans sa jeunesse, était devenue une grande fasciste et une favorite d'Hitler. L'histoire de Jessica a donc peut-être inspiré en partie la saga de Harry Potter : Narcissa Black, de la même façon que Diana Mitford, a épousé un Mangemort, Lucius Malefoy. Sa sœur, Bellatrix, était elle-même une Mangemort et une favorite de Lord Voldemort. Andromeda a épousé le né-Moldu TedTonks contre l'accord de sa famille, tout comme Jessica s'est enfuie avec son cousin Esmond Romilly pour l'épouser, et a été retirée de la tapisserie-arbre généalogique de la famille des Black.
Lors d'un événement new-yorkais dont l'hôte était le présentateur d'actualités télévisées Keith Olbermann, de MSNBC, Rowling a confirmé qu'il y avait des ressemblances voulues entre Voldemort et Hitler.
En commémoration de l'Holocauste, l'acteur qui joue Harry Potter, Daniel Radcliffe, dont la mère est juive, a fait don de ses premières lunettes à une exposition d'art inspirée par une célèbre photo d'une montagne de lunettes mutilées de victimes du nettoyage ethnique prise lors de la Seconde Guerre mondiale. La covedette Jason Isaacs des Harry Potter, qui interprète Lucius Malefoy, a participé aux activités du Jour commémoratif national de l'Holocauste en dirigeant un service au Philharmonic Hall de Liverpool.
Dans le Providence Journal, Aviva Chomsky, fille du célèbre universitaire Noam Chomsky, estime que les Harry Potter sont une parabole sur les droits d'immigration et fait remarquer qu'aux États-Unis, « les lois d'immigration, de citoyenneté et de naturalisation reposent explicitement sur une discrimination fondée sur l'origine nationale. Votre lieu de naissance et le passeport que vous détenez déterminent si vous avez le droit de venir ici, de visiter le pays, d'y travailler ou d'y vivre ».

## Fléaux de guerre
Lors de sa tournée littéraire aux États-Unis en octobre 2007, J. K. Rowling a déclaré à propos de sa saga : « J'ai voulu bien consciemment montrer ce qu'est l'un des grands fléaux de la guerre : le massacre de personnes tout à fait innocentes. Un autre grand désastre provoqué par la guerre, c'est que des enfants perdent leurs familles. »

## Valeurs progressistes et diversité
Le magazine Time a écrit en 2005 : « Rowling adapte un genre fondamentalement conservateur à ses propres fins progressistes. Son Poudlard est laïc, mixte, multiculturel, multiracial et même multimédia en quelque sorte, avec tous ces fantômes parlants. » Pour souligner la publication de Harry Potter et les Reliques de la Mort en français, Libération, grand journal de centre gauche de France, a consacré sa une ainsi que deux autres pages à la question : « Harry Potter est-il de gauche ? ».
En 2007, en réponse aux interrogations d'un enfant concernant la vie amoureuse de Dumbledore, J. K. Rowling a révélé qu'elle l'avait toujours considéré comme gay. Elle a aussi fourni d'autres détails : « Dumbledore est tombé amoureux de Grindelwald... N'oubliez pas, l'amour rend aveugle. Dumbledore était très attiré par cet être brillant. Ça a été son drame. »
Melissa Anelli, webmestre du site de fan The Leaky Cauldron (Le Chaudron Baveur), a expliqué à The Associated Press : « En qualifiant un personnage des Harry Potter de gay, J. K. Rowling fait progresser de façon extraordinaire la tolérance vis-à-vis de l'homosexualité. En désignant de cette façon un personnage aussi respecté, aussi talentueux et aussi sympathique que Dumbledore, elle contribue à renforcer l'idée qu'on ne devrait pas avoir honte de son homosexualité. ». À la suite de la controverse qui s'est ensuivie, l'auteur de la saga s'est exprimé : « Je sais que c'est une bonne chose pour moi de l'avoir dit, pour au moins une personne, car un homme est sorti du placard au Carnegie Hall. », le Canergie Hall étant le lieu où l'auteure a pour la première fois révélé l'homosexualité de Dumbledore. Mark Harris, d'Entertainment Weekly, est d'avis que « le choix de faire d'un enseignant-mentor aimé un homosexuel dans un monde où les enseignants gays sont encore couramment accusés d'avoir une influence pernicieuse était, j'en suis sûr, délibéré ». Harris ajoute qu'il y a à la télévision une forte sous-représentation du poids démographique des gays, et que c'est un manque de décence et de courage de la part de l'industrie du divertissement, « y compris envers les nombreux producteurs, écrivains et directeurs gays qui sacrifient leurs convictions pour ne pas paraître trop « véhéments » ou « politisés » ».
Selon ThinkProgress, site de nouvelles progressiste, un blog conservateur important nommé Newsbusters affirme que la révélation de Rowling au sujet de Dumbledore venge Jerry Falwell, que les médias ont fustigé à la suite de ses attaques contre l'homosexualité dans les ouvrages pour enfants,. « Qu'est-ce qui empêche Rowling, a déclaré David Baggett, professeur agrégé de philosophie à l'École de religion de l'Université Liberty fondée par Falwell, de dire que Neville, ami de Harry, va devenir pédophile ? ». Baggett, coauteur du livre Harry Potter and Philosophy : If Aristotle Ran Hogwarts, s'est dit surpris non seulement par l'annonce de l'écrivaine, mais aussi par le fait que cette annonce a suivi de près la confirmation par Rowling de ce que soupçonnaient déjà de nombreux fans de Potter, à savoir que la série véhiculait des thèmes chrétiens.
Une personne qui a assisté à la causerie littéraire a remarqué : « Il était clair que J. K. R. n'avait pas prévu de révéler l'homosexualité de Dumbledore. Elle se soucie seulement d'être sincère avec ses lecteurs. ». Mike Thomas, de l'Orlando Sentinel, a quant à lui déclaré qu'à la réflexion, Dumbledore était gay dès le début et que cela expliquait bien le comportement de ce personnage et sa relation avec Grindelwald. Thomas fait remarquer l'habileté avec laquelle Rowling a créé un personnage gay sans avoir à l'étiqueter comme tel.
Selon Reuters, l'auteure a été surprise qu'on fasse tout un plat de l'homosexualité de Dumbledore et a refusé de dire si cette révélation pouvait lui aliéner ceux qui désapprouvent l'homosexualité. « Ça n'a évidemment jamais été une surprise pour moi de savoir qu'un homme brave et brillant pouvait aimer d'autres hommes, a-t-elle dit. C'est mon personnage. Il est ce qu'il est, et j'ai le droit de dire ce que je dis de lui. » La réaction a surtout été favorable sur les sites web de fans comme The Leaky Cauldron et MuggleNet.
L'acteur David Thewlis (Remus Lupin) s'est dit surpris par la sexualité de Dumbledore car lors du tournage de Harry Potter et le prisonnier d'Azkaban, le réaliseur Alfonso Cuarón s'était imaginé que « Lupin était gay et a qualifié (ce) personnage de « junkie gay » ».
L'auteure catholique de romans fantastiques Regina Doman a écrit un essai intitulé In Defense of Dumbledore (À la défense de Dumblemore), où elle argue que la saga Harry Potter confirme en fait l'enseignement de l'Église catholique sur l'homosexualité parce que la relation de Dumbledore avec le mage noir Grindelwald aboutit à une issue clairement horrible puisque Dumbledore s'intéresse lui-même à la magie noire, qu'il néglige ses responsabilités envers sa cadette et qu'il finit par causer la mort de cette dernière.
De plus, le critique littéraire Chauncey Mabe, du Sun-Sentinel du sud de la Floride, a écrit que Rowling avait eu tort de révéler l'orientation sexuelle de Dumbledore. Il a bien précisé que ce n'était pas à cause de l'homosexualité de Dumbledore, mais parce qu'il s'opposait à ce que les auteurs continuent de parler de leurs livres après les avoir écrits. Il a ainsi appelé l'écrivaine à se taire durant les « manifestations », ce qui allait malheureusement à l'encontre de l'énorme popularité des rencontres littéraires de Rowling et de la soif, chez ses fans, d'en savoir plus sur les personnages de la saga Harry Potter. Il signale que 1 000 enfants ont assisté à la « lecture » avant de recevoir des livres autographiés. Dans son article Don't ask, don't spell (ne demandez pas, ne précisez pas), allusion à la politique Don't ask, don't tell des forces armées des États-Unis relative à l'homosexualité, le titulaire de la rubrique des divertissements du Sun-Sentinel a noté, à propos des commentaires de Rowling et des autres révélations qu'elle pourrait faire sur ses personnages : « Nous n'avons pas besoin de les connaître pour apprécier pleinement les livres.». Jeffrey Weiss partage ce sentiment dans son article « Harry Potter and the author who wouldn't shut up » (Harry Potter et l'auteure qui ne voulait pas se taire) publié dans le Dallas Morning News.
Michael Gerson, du Washington Post, affirme également que « la tolérance est l'un des thèmes principaux des Harry Potter. Dans une merveilleuse comparaison sociale, la lycanthropie est traitée comme une sorte de maladie chronique, et le loup-garou fait l'objet d'une discrimination comme s'il avait le SIDA. »

## Causes sociales
Selon Philip Nel, de l'Université d'État du Kansas, les Harry Potter peuvent être considérés comme « des romans politiques qui critiquent le racisme et la supériorité raciale ». Rowling, qui a travaillé pour Amnesty International, évoque son engagement en parlant de la passion d'Hermione pour les elfes opprimés et de la formation de la Société d'Aide à la Libération des Elfes (S.A.L.E.). L'elfe de maison Dobby a été comparé à Dobby Walker, avocat spécialisé en droit du travail, qui a recruté l'héroïne de Rowling, Jessica Mitford, dans le Parti communiste,,.
Hermione est décrite comme lançant une campagne pour l'émancipation des elfes de maison réduits en esclavage en utilisant des méthodes de campagne du monde réel telles que des insignes portant des slogans. Elle continue cette campagne quand cette dernière est considérée comme du donquichottisme même par ses proches amis et n'est pas très appréciée par la plupart des elfes de maison eux-mêmes. Mais dans Harry Potter et les Reliques de la Mort, la campagne se trouve à donner de grands résultats imprévus : les elfes de maison participent à la lutte, apportent plusieurs contributions indispensables à la défaite finale de Voldemort et sauvent la vie des principaux protagonistes. Rowling a dit dans une interview qu'Hermione et sa conscience politique des droits des elfes avaient un caractère assez autobiographique.

## Message subversif et anarchiste
Gerson, du Washington Post, a aussi décrit ce qu'il jugeait être très subversif dans la réponse que la série des Harry Potter donne à la mort. Voldemort croit qu'il faut maîtriser et « battre » la mort. Par contraste, Harry accepte la nécessité de sa mort par amour. Gerson estime aussi que certains demanderont que cette série de livres sur la tolérance soit aussi une série sur la religion. Il répond que de nombreux autres « croient — non malgré leur foi mais en raison d'elle — qu'il faudrait traiter les sangs-mêlés, les loups-garoux et les autres avec bonté et justice. Par-dessus tout, les croyants sont invités à l'amour, quel qu'en soit le prix. »
Dans une interview de Rowling de 1999, Joanna Carey, du Guardian Unlimited, a dit : « J. K. Rowling est aussi pleine d'esprit et aussi subversive que ce à quoi on s'attendrait. Elle a décrit son admiration pour Jessica Mitford depuis ses 14 ans et la période qu'elle a passée à l'Université d'Exeter (« pas tout à fait l'occasion d'être la radicale que je prévoyais »), et ajouté que les derniers livres qui traiteraient des hormones de Harry et de morts ne ressembleraient pas à d'autres séries pour enfants comme Le Club des cinq. Carey a exprimé l'idée qu'il y avait un parallèle entre Harry Potter et le prince Harry, ce dont Rowling a ri en ajoutant qu'un ami lui avait conseillé de ne jamais laisser la presse l'amener à parler de la famille royale.
En 2001, James Morone, professeur de sciences politiques de l'Université Brown, a écrit dans l'American Prospect libéral : « Le directeur d'école Albus Dumbledore accorde pratiquement des points pour la violation de règles […] L'École de magie et de sorcellerie de Poudlard souffre d'indiscipline et même d'une légère anarchie […] Condisciple de Harry, « Hermione était un peu moins à cheval sur le règlement […], écrit Rowling vers la fin de Harry Potter à l'école des sorciers, et elle se montrait beaucoup plus aimable. » Il y a plus qu'un peu d'anarchie quand les élèves chantent tous leurs propres airs […] Dans ses livres, les enfants sont les acteurs principaux de leurs vies. Ils font des choix, pèsent les jugements, se heurtent à la liberté,. »
Isabelle Smadja, du Monde, a écrit que Harry Potter était le premier héros de fiction de la génération antimondialiste, anticapitaliste, pro-Tiers-Monde des manifestations de 1999 à Seattle. Elle a ajouté que « les aventures de Harry Potter débutaient bien par une critique féroce de la société de consommation et du monde de la libre entreprise, ».

## Objections conservatrices aux valeurs libérales et socialistes
La John Birch Society américaine de droite s'est opposée aux livres et aux déclarations publiques de Rowling. Dans son article écrit pour le magazine The New American de cette société, Steve Bonta, directeur des communications du Parti de la Constitution, a comparé défavorablement Harry Potter au Seigneur des anneaux en disant que « les Potter ressemblent par endroits à des diatribes contre la classe moyenne moderne, surtout quand Harry affronte sa famille adoptive ridiculement dysfonctionnelle et carrément abusive, les Dursley ».

## Valeurs conservatrices et sexistes
Dans The Observer, le critique Anthony Holden a parlé de son expérience d'évaluation de Harry Potter et le prisonnier d'Azkaban pour l'octroi des prix Whitbread 1999. Son évaluation globale du cycle littéraire était très défavorable : « Le cycle de Harry Potter était essentiellement condescendant, très conservateur, des plus convenus et désolemment nostalgique d'une Grande-Bretagne révolue. » Une critique du Guardian a fait écho à cette interprétation : « Malgré tous les passages du cycle littéraire favorables au multiculturalisme et à l'égalité des sexes, Harry Potter est un conservateur, peut-être un conservateur modéré paternaliste, mais un conservateur tout de même ». Le canal Fox News est entré dans le débat en signalant que « le cycle de Harry Potter est très populaire en France, ce qui indique peut-être que les Français ne sont pas tous des intellectuels de gauche ». Rod Liddle, du Times, arrive aussi à la conclusion que la popularité de ce cycle tient à ses valeurs sexistes et néo-conservatrices, ce qui laisse entendre que c'est normal dans des livres pour enfants, mais non pour adultes. La critique Christine Schoefer de Salon.com a aussi qualifié les livres de sexistes et affirmé qu'ils présentaient un monde patriarcal rempli de stéréotypes et adhérant au « postulat classique que les hommes gouvernent le monde et doivent le faire ».
Lorsqu'un interviewer a dit que ses livres dépeignaient un monde conservateur, Rowling a répondu : « On me le dit souvent. Les deux groupes qui me remercient constamment sont les wiccans et les pensionnats. Et vraiment, ne me remerciez pas. Je ne suis partisane d'aucun des deux. Le Nouvel-Âge me laisse complètement froide, et ma fille n'irait jamais à un pensionnat. Je suis allée à un établissement d'enseignement secondaire général. »
Rowling se dit énervée par la « critique du monde conservateur ». Elle a fait de l'école de Poudlard un pensionnat pour que l'action puisse se dérouler en pleine nuit et créer un sentiment d'appartenance parmi les personnages. Harry reflète aussi le monde moderne, soutient-elle, car il est métis, son père étant un sang-pur et sa mère, une née-moldue. Elle ajoute que sa conscience féministe est sauvée par Hermione, « qui est le personnage le plus brillant » et un « personnage féminin très fort ».

## Valeurs néolibérales et capitalistes
Dans l'article « Harry au pays du marché triomphant » publié dans Le Monde du 4 juin 2004, le professeur de littérature Ilias Yocaris argue que « Harry Potter apparaît donc à plusieurs égards comme une œuvre-somme, résumant - involontairement sans doute - le projet éducatif et social du capitalisme néolibéral. » Selon l'analyse de Yocaris, toute la vie à Poudlard est dominée par « une culture de l'affrontement : affrontement individuel des élèves entre eux pour décrocher, par exemple, le titre prestigieux de préfet ; affrontement quotidien des quatre « maisons » de Poudlard pour gagner à tout prix des points au classement annuel qui va les départager ; affrontement périodique entre écoles de sorciers pour remporter la Coupe de feu ; affrontement ultime et sanglant des forces du Bien avec le Mal ». Le marché libre joue un rôle important et favorable, alors que l'auteure dépeint un État (le ministère de la Magie) inefficace et bureaucratique. Dans cette « jungle impitoyable », l'éducation vise seulement à « transmettre aux élèves un savoir pratique immédiatement exploitable, qui pourrait les aider dans leur lutte quotidienne pour survivre », alors que les arts et les sciences sociales sont absents ou inutiles. Yocaris en conclut qu'« à l'image du totalitarisme orwellien, ce capitalisme tente désormais de façonner à sa guise non plus seulement le monde réel, mais aussi l'imaginaire des citoyens consommateurs » en produisant une littérature qui suggère qu'il n'y a pas d'alternative,. Dans un article publié dans le Journal of Contemporary Religion, Michael Ostling argue aussi que le cycle de Harry Potter dépeint une société de consommation capitaliste moderne, où le rôle du gadget est joué par la magie. L'article de Yocaris a amené la réponse précitée d'Isabelle Smadja.

## Distinctions de classe
Le magazine O: The Oprah Magazine a fait savoir que Rowling admirait Roddy Doyle et Jane Austen, dit que « tous deux écrivaient sur les distinctions de classe » et demandé à Rowling si la décision d'écrire sur les classes sociales avait été consciente. Rowling a répondu : « L'enfant a une conscience aiguë de l'argent avant d'être conscient des classes. Il ne va pas vraiment remarquer comment un autre enfant tient son couteau et sa fourchette, mais il va être bien conscient de ne pas avoir d'argent de poche ou de ne pas en avoir tant que ça. Je me revois à l'âge de 11 ans. Les enfants peuvent être méchants, très méchants. C'est ainsi qu'on a Ron qui ne porte pas de robes de la bonne longueur, vous savez, qui ne peut pas s'acheter des choses dans le train. Il doit se contenter des sandwichs que sa mère lui a faits, même s'il ne les aime pas. Avoir assez d'argent pour s'intégrer est une facette importante de la vie, et qu'est-ce qu'il y a de plus conformiste qu'une école? »

## Interprétation antigouvernementale
Certains commentateurs politiques ont vu dans le portrait du ministère de la Magie bureaucratisé et les mesures oppressives que ce dernier prend dans les derniers tomes (comme l'obligation de fréquenter l'École de Poudlard et l'enregistrement des sangs-de-bourbe) une allégorie contre l'étatisme,,. Le People's World affirme que Harry Potter et l'Ordre du Phénix plonge le lecteur « dans la politique du monde de la sorcellerie : les « décrets d'enseignement » de la représentante semblable à un crapaud du ministère de la Magie, les relations influentes que des « criminels de guerre » ont grâce à l'ascension de Voldemort, les préjugés contre les « sangs-de-bourbe » et les « sangs-mêlés » ». On commence à voir les rapports avec le monde où l'on vit, les ressemblances et les différences entre l'administration Fudge et l'administration Bush. »
Dans le journal français Libération, le philosophe Jean-Claude Milner a affirmé qu'il y avait une « machine de guerre contre le monde thatchéro-blairien » et le mode de vie américain dans Harry Potter.
Le professeur de droit Benjamin Barton de l'Université du Tennessee traite des aspects libertariens des Harry Potter dans son article « Harry Potter and the Half-Crazed Bureaucracy », publié dans le Michigan Law Review. Il y dit : « Le portrait caustique que Rowling trace du gouvernement est étonnamment criant et efficace. C'est en partie parce que sa critique porte sur de nombreux plans : les fonctions du gouvernement, sa structure et les bureaucrates qui mènent le bal. Ces trois éléments concourent à dépeindre un ministère de la Magie aux mains de bureaucrates intéressés et déterminés à accroître et à protéger leur pouvoir, souvent au détriment du grand public. En d'autres termes, Rowling crée un gouvernement qui est le rêve — ou le cauchemar — des défenseurs de l'intérêt général. »

## Personnages comparés à George W. Bush, à Tony Blair et à Saddam Hussein
Le magazine Newsweek a demandé à Alfonso Cuarón, réalisateur du film Harry Potter et le prisonnier d'Azkaban, fondé sur l'ouvrage éponyme de Rowling, si le vil sorcier Voldemort lui rappelait encore George W. Bush. Cuarón l'a confirmé, en ajoutant : « Ainsi que Saddam. Tous deux ont des intérêts égoïstes et aiment beaucoup le pouvoir. Ils font aussi fi de l'environnement. Ils adorent manipuler les gens. J'ai lu les tomes 4 et 5, et Fudge ressemble à Tony Blair. Il est le politique suprême. Il est dans le déni de nombreuses choses. Et tout est dans l'intérêt de sa propre personne, de son pouvoir. La façon dont il a traité la question de l'Iraq n'est pas sans ressemblance avec celle dont Fudge traite les affaires dans le tome 4. »
Le magazine Slate dit aussi que Rowling porte des coups aux administrations Bush et Blair et est d'avis que les consignes de sécurité du ministère de la Magie rappellent l'opération TIPS (Terrorism Information and Prevention System ou Système d'information et de prévention antiterrorisme) bien dédaignée. L'auteur estime aussi qu'Azkaban, la prison des sorciers, remplace le camp de Guantánamo.
Rowling n'a jamais confirmé ces interprétations de Harry Potter ; mais quand le chancelier de l'Échiquier d'alors, Gordon Brown, lui a demandé d'appuyer le Parti travailliste tandis que Tony Blair était premier ministre, Rowling a refusé. Elle a attaqué la politique de l'administration Blair à l'égard des familles monoparentales en disant que le Parti travailliste pourrait faire « bien plus », puis a fait don de 500 000 £ au National Council for One Parent Families pour donner l'exemple. Elle a dit que les mesures prises par Brown pour les enfants « auraient changé vraiment les choses dans la vie de ma famille » lorsqu'elle était pauvre. Blair a quitté ses fonctions avant la publication du septième tome de Rowling, et Brown a été nommé premier ministre. Rowling a par la suite fait don de 1 million de livres au Parti travailliste pendant les élections générales de 2010, qu'il a perdu.

## Réforme de l'éducation
Les enseignants ont salué Harry Potter et l'Ordre du Phénix comme une « satire caustique d'années d'interférences politiques dans le fonctionnement des écoles ».
Rowling décrit son personnage Dolores Ombrage, directrice de Poudlard nommée par le Ministère, en ces termes : « Elle a de bonnes relations au Ministère. Elle est l'une de ces personnes qui, comme dans la vie réelle, se rangent toujours du côté de l'ordre établi. En ce qui concerne Ombrage, l'autorité ne peut se tromper, aussi ne la conteste-t-elle pas ; et j'irais jusqu'à dire que, quoi qu'il arriverait et peu importe qui prendrait les rênes au Ministère, Ombrage y serait parce qu'elle aime le pouvoir. Elle va donc faire cause commune avec ceux qui lui confient le pouvoir. »
Dans In These Times, Andrew Slack, fondateur de la Harry Potter Alliance, dit : « Lindsay Lohan remplace les génocides dans les nouvelles, les hommes déterminent leur « valeur » d'après le montant de leurs chèques de paye, le corps de la femme est traitée comme une marchandise, et notre système d'éducation se soucie non pas de stimuler la curiosité des enfants, mais de les faire régurgiter efficacement des renseignements à des tests normalisés. »

## Antiterrorisme
Selon le site Web Capitalism Magazine, « avec la guerre à long terme en cours et la menace d'autres attentats terroristes sur le sol américain, Harry Potter n'est pas une simple évasion de la réalité et « dépeint un monde où l'on peut atteindre le bonheur, vaincre les méchants et apprendre les moyens de réussir ».
Le magazine Time dit « À partir de Harry Potter et l'Ordre du Phénix […], Harry est entraîné dans une guerre semi-civile sans frontières contre un chef caché dont le gouvernement a ignoré l'existence jusqu'à ce qu'un désastre le force à la reconnaître et qui est appuyé par un réseau secret d'agents dormants prêts à recourir à des tactiques d'une cruauté choquante. Les enfants qui ont grandi avec les Harry Potter — appelons-les la génération Hex — sont ceux qui ont grandi avec la menace omniprésente du terrorisme, et il est inévitable qu'ils établissent un lien quelconque entre les deux mondes.
Julia Turner, du magazine Slate, compare Harry Potter et le Prince de Sang-Mêlé à la guerre contre le terrorisme et Oussama ben Laden et dit que Voldemort se livre au terrorisme en détruisant des ponts, en assassinant des innocents et en forçant des enfants à tuer leurs aînés. Elle voit aussi un point de comparaison dans les réactions de la collectivité, constatant que la boutique de Fred et de George Weasley roule sur l'or grâce à la vente de capes boucliers et que le nouveau ministre de la Magie emprisonne un innocent dans l'espoir de prévenir la panique et de donner l'impression qu'il agit.
« Je ne me suis jamais dit, a précisé Rowling, "Le temps est venu de produire un Harry Potter inspiré du 11 septembre", non. Ce que fait Voldemort est du terrorisme à bien des égards, et c'était bien clair pour moi avant les attentats du 11 septembre […] Il y a évidemment un parallèle. Je pense que l'une des fois où je l'ai senti, c'est quand j'écrivais l'histoire de l'arrestation de Stan Rocade, vous savez ? J'ai toujours prévu que ce genre de choses arriverait, mais cela a une très forte résonance, vu que je crois, avec de nombreux autres, qu'il y a eu des cas où l'on a persécuté des gens qui ne méritaient pas de l'être, même lorsque nous essayions de trouver ceux qui avaient commis des atrocités absolues. Ces choses arrivent, c'est la nature humaine. Il y avait des ressemblances très surprenantes au moment où je l'écrivais».

## Utilisation deHarry Potterpar les activistes politiques

### KidSPEAK!
En réaction à la limitation de l'accès aux Harry Potter,, les enfants ont lancé une campagne épistolaire en formant des clubs et en organisant des pétitions qui ont abouti à la création d'un site Internet appelé Muggles for Harry Potter. Ce site est devenu kidSPEAK!, tribune qui permet aux enfants de s'attaquer à la censure en général et de lutter pour l'accès aux Harry Potter en particulier.

### L'organisation "Harry Potter Alliance"
Andrew Slack, acteur, humoriste et lecteur assidu de Harry Potter, a fondé la 
Harry Potter Alliance (en) pour attirer l'attention sur la crise au Soudan et les inégalités sociales. En 2007, In These Times a publié un article sur les activistes moldus où Andrew Slack déclare : « Le parallèle entre Harry Potter et le Darfour est simple : comme le ministère de la Magie et la Gazette du sorcier, média grand public du monde de la sorcellerie, nient que Voldemort soit de retour et que les forces du Mal se préparent, Harry et son groupe de rebelles clandestin, l'Armée de Dumbledore, travaillent avec l'Ordre du Phénix, formé d'adultes, pour éveiller le monde. L'Alliance cherche à être l'armée de Dumbledore dans le monde réel : elle travaille avec des organisations telles que 'Fidelity Out of Sudan' et le 'Genocide Intervention Network' pour bien faire comprendre aux gouvernements, aux sociétés et aux médias que « jamais plus » veut dire « jamais plus ». »
Quand le Time a parlé de la "Harry Potter Alliance" à J.K Rowling, elle a répondu : « C'est incroyable, cela incite à la modestie et c'est édifiant de voir des gens faire cela au nom de son personnage. Contre quoi tous mes livres prêchent-ils ? Le sectarisme, la violence, les luttes de pouvoir et tout le reste. Toutes ces choses se retrouvent au Darfour, aussi ne pouvaient-ils pas choisir une meilleure cause. » Rowling a accordé un prix pour site de fans à la Harry Potter Alliance en décembre 2007.
En février 2010, la HPA a mené une grande campagne de financement pour appuyer ceux qui étaient dans le besoin après le tragique séisme à Haïti. Elle a diffusé des webémissions en direct où des célébrités (surtout celles qui faisaient partie des fans de Harry Potter) se produisaient et encourageaient les spectateurs à faire un don en argent. Les dons étaient faits dans le cadre d'un concours par tirage au sort. Parmi les prix qu'on pouvait gagner, il y avait un ensemble autographié du cycle de Harry Potter, une guitare autographiée par Tom Felton, des boucles d'oreille artisanales de l'actrice Evanna Lynch et une histoire de 1 000 mots que Maureen Johnson et John Green devaient écrire sur le sujet choisi par la personne gagnante. Les webémissions ont été plutôt fructueuses : elles ont permis de recueillir plus de 125 000 $. Le plan initial de Helping Haiti Heal était d'envoyer trois avions (baptisés Harry, Hermione et Ron) remplis d'approvisionnements de secours à Haïti. En juin, on y en envoya cinq : Harry, Hermione, Ron, DFTBA (Don't Forget To Be Awesome [N'oubliez pas d'être impressionnants]) et Dumbledore. Le 28 juin, il y eut une webdiffusion de l'atterrissage du Dumbledore en direct. Evanna Lynch a assisté à la diffusion et même répondu aux questions de fans. Ophelia Dahl, fille du feu auteur britannique Roald Dahl, était aussi présente, car elle travaillait avec Partners In Health, avec qui la Harry Potter Alliance faisait équipe dans l'opération Helping Haiti Heal.
Depuis 2009, la Harry Potter Alliance lance des campagnes annuelles de collecte de livres Accio Books. Elles lui ont permis de distribuer des livres, entre autres, dans le delta du Mississippi et au Rwanda. À la fin de la campagne de 2010, on avait fait don de plus de 40 000 livres cette année-là.
En juillet 2010, la Harry Potter Alliance a gagné une subvention de 250 000 $ dans le cadre du concours organisé par Chase Community Giving. Elle utilisera cet argent pour l'alphabétisation, la défense des droits des LGBT et le développement de la conscience communautaire en ligne.

### Walmart Watch
Walmart Watch recourt à des parodies des Harry Potter pour comparer Walmart à Lord Voldemort et trouve des analogies entre les elfes de maison et le travail forcé.

### Stop Big Media
Stop Big Media a obtenu l'appui de Rocking Out Against Voldemedia, compilation de dix chansons originales de dix groupes « Wizard Rock » ayant adopté Harry Potter pour thème. Andrew Slack et la Harry Potter Alliance comparent la concentration des médias aux États-Unis à la mainmise du ministère de la Magie sur La Gazette du sorcier dans le cycle des Harry Potter ; « une fois que Voldemort s'est emparé de tout moyen de communication dans le monde des sorciers, disent-ils, l'Armée de Dumbledore et l'Ordre du Phénix ont créé un organe de communication indépendant appelé Potterveille. Maintenant, la HP Alliance et Wizard Rock se sont réunis pour lutter en faveur d'un Potterveille dans le monde réel pour empêcher Big VoldeMedia d'éliminer les nouvelles locales et étrangères, la représentation des minorités et le droit à une presse libre,. »

### Center for Science in the Public Interest
Le Center for Science in the Public Interest, sans but lucratif, a lancé une campagne mondiale pour « sauver Harry Potter des griffes de la société Coca-Cola ». Il soutient qu'en faisant une promotion énergique des boissons riches en sucre et en caféine auprès des jeunes fans du cycle de Harry Potter, Coke aide à propager l'épidémie d'obésité chez les enfants,.

### Campaign for America's Future
Dans une parodie de Harry Potter, Campaign for America's Future fait jouer à l'ancien comédien de l'émission Seinfeld, Jason Alexander, le rôle de Lord Rovemort, représentation de Karl Rove, qui coordonne l'« obstruction » républicaine au Congrès.

## Opinions politiques de J. K. Rowling
Rowling est une philanthrope qui a relié son site Web à Amnesty International, à la Société de la sclérose en plaques, à One Parent Families et au Children’s High Level Group, que Rowling a cofondé pour s'opposer à l'utilisation de « lits-cages » pour les enfants handicapés mentaux. Rowling dit que son héroïne est Jessica Mitford, qu'elle qualifie de « socialiste autodidacte ». Rowling reconnaît être de gauche et dit qu'il « y a un certain degré de politique dans [Harry Potter]. Mais je pense que chaque lecteur voit avec ses lunettes. Les gens qui envoient leurs enfants au pensionnat semblent croire que je suis de leur côté, ce qui n'est pas le cas. Les wiccans pratiquants pensent que je suis aussi une sorcière, alors que je ne le suis pas. »

### Politique britannique
J. K. Rowling est une amie de longue date de l'ex-premier ministre Gordon Brown et de sa femme, Sarah Brown. En septembre 2008, elle a fait don de 1 million de livres au Parti travailliste en disant : « Je crois que les familles pauvres et vulnérables se porteront bien mieux sous le Parti travailliste qu'elles le feraient sous un Parti conservateur dirigé par David Cameron. Gordon Brown a constamment mis en vigueur des mesures pour éviter une vie sans choix ni occasion favorable au plus grand nombre d'enfants possible et leur a donné la priorité. Le gouvernement travailliste a inversé la tendance à long terme de la pauvreté infantile et il dirige l'un des principaux pays de l'Union européenne à combattre cette dernière. Par contre, les avantages fiscaux que David Cameron a promis aux couples mariés me rappellent le gouvernement conservateur que j'ai connu comme chef de famille monoparentale. Ils donnent l'impression qu'un couple marié à double revenu sans enfants mérite plus une aide financière que les chefs de famille qui luttent comme je le faisais jadis pour garder leurs familles à flot en ces temps difficiles. » Rowling a fait l'éloge de Brown dans un Time Magazine de 2009 où elle disait qu'elle « voulait encore qu'il dirige ».
Rowling a dit par écrit ce que signifiait « être Britannique » : « C'est habiter un État-providence dont nous devrions tous être très fiers et qui a une tradition de tolérance et de liberté d'expression que nous devrions défendre jusqu'à notre dernier souffle collectif. » Elle a aussi fait l'éloge du National Health Service (NHS).

### Politique américaine
En février 2008, Rowling a dit à un journal espagnol que « ces dernières années, la politique étrangère des États-Unis a nui tant à eux qu'à mon pays […] Je veux un démocrate à la Maison blanche. Il est dommage que Hillary Clinton et Barack Obama soient des rivaux parce qu'ils sont tous deux extraordinaires. » En 2009, Barack Obama lui a rendu le compliment lorsqu'il l'a rencontrée au dîner du G20 ; il lui a dit qu'il avait lu tous ses livres et en avait fait la lecture à ses enfants Sasha et Malia.
Rowling a dit à la promotion de Harvard de 2008 : « En grande majorité, vous appartenez à la dernière superpuissance. Votre façon de voter, votre façon de vivre, votre façon de protester, la pression que vous exercez sur votre gouvernement ont une incidence qui dépasse vos frontières. C'est votre privilège et votre fardeau. »
On aurait refusé de décerner la médaille présidentielle de la Liberté à Rowling sous la présidence de George W. Bush parce que ses écrits « encourageaient la sorcellerie ». C'est ce qu'a affirmé Matt Latimer, ancien rédacteur des discours de Bush, qui a écrit un livre sur les années qu'il a passées dans l'administration. La famille Bush a déclaré publiquement qu'elle était passionnée par le cycle de Harry Potter.

### Amnesty International
Grâce à son emploi au sein d'Amnesty International, Rowling s'est rendu compte que « l'imagination est ce qui permet d'avoir de l'empathie pour les gens qui ont horriblement souffert et d'agir en leur faveur ». Le danger de l'inaction, a dit Rowling, provient des gens qui « préfèrent ne pas exercer du tout leur imagination. Ils préfèrent se cantonner confortablement dans leur propre expérience, ne jamais se soucier de savoir comment ils se sentiraient s'ils étaient nés dans un autre contexte. Ils peuvent refuser d'entendre des cris ou de regarder l'intérieur de cages. Ils peuvent fermer leur cœur et leur esprit à toute souffrance qui ne les touche pas personnellement, ils peuvent refuser de savoir. Je pourrais être tentée d'envier les gens qui peuvent vivre ainsi, sauf que je ne crois pas qu'ils fassent moins de cauchemars que moi. Choisir de vivre dans des espaces étroits amène une forme d'agoraphobie mentale, et cela amène ses propres terreurs. Je pense que ceux qui manquent volontairement d'imagination voient plus de monstres et sont souvent plus effrayés que les autres. »

### Conscience écologique
J. K. Rowling s'est vu décerner l'Ordre de la forêt pour avoir exigé que 16 éditeurs publient ses livres sur du papier « écologique ». Le dernier livre du cycle de Harry Potter est considéré par l'industrie comme le plus écologique de l'histoire de l'édition.
En 2008, J. K. Rowling a bloqué la publication finlandaise de son tout dernier Harry Potter sur du papier finlandais parce qu'il n'avait pas l'écocertification qu'elle favorisait.

### Troubles de l'alimentation
Sur son site Web personnel, Rowling profite de sa célébrité pour se prononcer sur l'exemple que donnent les célébrités décharnées. Elle dit que la seule fonction de ces jeunes femmes dans le monde semble de favoriser le commerce de sacs à main surévalués et de chiens de poche.
Simon Walters, titulaire de la rubrique politique du Mail on Sunday, s'est plaint que l'attaque de Rowling contre les normes de poids fût hypocrite, vu que de nombreux personnages « méchants » de ses livres étaient obèses, tels que Dudley et Vernon Dursley, alors que Harry Potter lui-même était très maigre. Rowling a répondu aux critiques en disant que les personnages de Harry Potter qui faisaient partie des personnes « bien en chair » comprenaient « plusieurs de mes personnages les plus importants, les plus aimables et les plus admirables ». Elle y ajoutait un lien à un site Web de fans, www.mugglenet.com, qui recense sept personnages « gras et bons » et trois « gras et méchants » et prétend qu'il n'y en a aucun qui soit « gras et diabolique », alors qu'il y
a des personnages maigres et diaboliques.

### Classification des livres pour enfants par âge
J. K. Rowling s'oppose à ce qu'on étiquette les livres pour enfants en fonction du groupe d'âges visé.